# 禁方棋
禁方棋（Hip），是馬丁·加德納於1960年推出的兩人棋類，在1994年出書《My Best Mathematical and Logical Puzzles》介紹。

## 棋具
- N*N方格棋盤，N須至少大於等於4，以奇數為佳。

- 每方棋子以顏色區分敵我，各方數量等於棋盤總格一半。

## 棋規
- 每方輪流下一枚己棋於空棋位。先有四枚己棋排列成正方形、或正菱形時輸掉遊戲，所框大小不拘。[1]

## 變體
- 為避免模仿棋，除先手方第一著外，其餘回合每方下兩著，其餘規則相同[3]。

## 外部連結
- 遊戲下載 （页面存档备份，存于）